# Diego Clemente Giménez
Diego Clemente Giménez, né le 7 janvier 1978 à Roquetas de Mar, est un architecte et homme politique espagnol membre de Ciudadanos (Cs).
Il est élu député de la circonscription d'Almería lors des élections générales de 2015.

## Biographie

### Vie privée
Il est marié et père d'un enfant.

### Formation
Diego Clemente Giménez est diplômé en architecture supérieure par l'université de Grenade. Il est membre du comité déontologique du collège des architectes d'Almería.

### Activités politiques
Il s'inscrit à Ciudadanos au début de l'année de 2014 et concourt sous ses couleurs lors des élections municipales de mai 2015 dans sa ville natale. Il est élu conseiller municipal et permet l'investiture du maire Gabriel Amat Ayllón (PP).
En juillet suivant, il se présente aux primaires visant à désigner le candidat qui conduit la liste du parti dans la circonscription d'Almería. Étant le seul candidat à avoir réuni les parrainages nécessaires, il est automatiquement proclamé candidat sans que ne se déroule de vote.
Lors des élections générales de décembre 2015, il est élu membre du Congrès des députés et siège à la commission de l'Égalité, à la commission de la Sécurité routière et du Déplacement durable et à celle de l'Étude du changement climatique. Il est réélu en juin 2016 lors d'un scrutin anticipé. Il ne se représente pas lors du scrutin législatif d'avril 2019.